# 원시
원시(遠視, 의학: hypermetropia)는 물체의 상이 망막 뒤에 맺혀 시각에 영향을 주는 상태이다. 각막과 수정체의 힘이 충분하지 않으면 원시의 경우 상이 흐려 보일 수 있다.
원시가 있으면 시야 흐림, 안정피로, 원근조절 장애, 양안시 장애, 약시, 사시를 초래할 수 있다. 또, 가까이 있는 물체가 잘 보이지 않는 증상이 자주 있을 수 있다. 원시의 반의어는 근시이다.

## 병인
원시는 물체의 상이 망막에 바로 닿지 않고 뒤에 맺혀 발생한다. 이는 다음의 두 가지 원인이 주를 이룬다.
- 모양체근의 운동성이 약하여 수정체의 조절 능력이 떨어진다.
- 수정체와 망막 사이의 거리가 줄어들어 안구 길이가 너무 짧아진다.

원시는 태어날 때부터 존재하는 경우도 있으나 어린이의 경우 수정체가 매우 유연하므로 문제를 보완할 수 있다. 나이가 듦에 따라 안경이나 콘택트 렌즈가 필요할 수 있다. 원시는 유전성이 있다.

## 진단

### 분류
원시는 일반적으로 임상 상태, 심각도, 또 눈의 조절 상태와 어떻게 연관되어 있는지에 따라 분류된다.
- 단순 원시(simple hyperopia)
- 병리학적 원시(pathological hyperopia)
- 기능성 원시(functional hyperopia)

## 치료
안과의사는 원시가 있는 환자에게 안경 처방이나 교정 렌즈(볼록 렌즈) 착용을 지시할 수 있다. 이 밖에도 라섹, 라식 등의 다양한 시력 교정술을 통해 치료가 가능하다.

## 합병증
원시가 있으면 급성 폐쇄각 녹내장, 녹내장, 내사시를 일으킬 수 있다.

## 같이 보기
- 근시
- 노안
- 눈병